# Attambelos I.

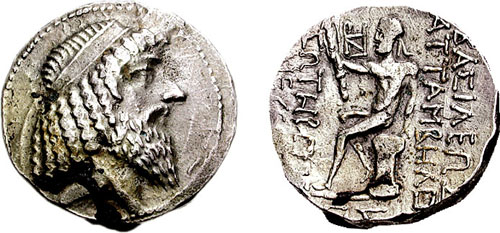
Münze des Attambelos I.

Attambelos I. war ein König der Charakene. Er ist bisher nur von seinen Münzen bekannt, die nach der seleukidischen Ära in die Jahre 266 bis 287 datiert sind. Dies entspricht den Jahren 47/46 bis 25/24 v. Chr. Seine Münzen zeigen auf dem Revers den sitzenden Herakles oder die Siegesgöttin (Nike).